# When You’re Away
When You’re Away — студийный альбом американской певицы Кармен Макрей, выпущенный в 1959 году на лейбле Kapp Records. Лютер Хендерсон ответственен за аранжировки и дирижирование. Фрэнк Хантер был также отмечен дирижёром на треках «Willingly (Melodie Perdue)» и «Two Faces in the Dark».

## Отзывы критиков
| Оценки критиков               | Оценки критиков |
| Источник                      | Оценка          |
| ----------------------------- | --------------- |
| AllMusic                      | [ 3 ]           |
| Billboard                     | [ 4 ]           |
| Encyclopedia of Popular Music | [ 5 ]           |

В журнале Billboard поставили альбому три звезды и отметили, что «Макрей возвращается с блюзовым, интимным подходом в этой новой записи. Девушка исполняет песни со вкусом, и по большей части придерживается плана, а не импровизирует». В рецензии журнала Cash Box написали: «На втором альбоме певицы для Kapp она использует свой кристально чистый голос для исполнения дюжины пронзительных любовных баллад. Лёгкое оркестровое сопровождение от Лютера Хендерсона и Фрэнка Хантера позволяют прекрасному отчётливому и тонко джазовому голосу мисс Макрей сиять в вечнозелёных песнях». Ральф Джей Глисон из HiFi Review отметил, что это тёплый, содержательный и приятный сборник баллад, спетых лучшим голосом одного из самых эффективных стилистов в области вокала. Это больше относится к поп-музыке, чем некоторые из их прошлых работ, но это всё еще достаточное свидетельство яркой индивидуальности Кармен Макрей.

## Список композиций
1. «When You’re Away» (Блоссом Дири, Виктор Херберт) — 3:17
2. «The More I See You» (Мак Гордон, Гарри Уоррен) — 4:05
3. «I Only Have Eyes for You» (Эл Дубин, Гарри Уоррен) — 3:51
4. «Willingly (Melodie Perdue)» (Юбер Жиро, Карл Сигман) — 2:38
5. «If I Could Be With You (One Hour Tonight)» (Генри Кример, Джеймс Джонсон) — 2:24
6. «I’ll Be Seeing You» (Сэмми Фейн, Ирвинг Кахал) — 3:47
7. «I Concentrate on You» (Коул Портер) — 3:35
8. «Ain’t Misbehavin’» (Гарри Брукс, Энди Разаф, Фэтс Уоллер) — 3:20
9. «Ev’ry Time We Say Goodbye» (Коул Портер) — 3:05
10. «When Your Lover Has Gone» (Эйнар Аарон Суон) — 3:35
11. «I’m Glad There Is You» (Сэмми Дэвис мл., Пол Мадейра) — 3:57
12. «Two Faces in the Dark» (Дороти Филдс, Альберт Хейг) — 3:09